# Europese weg 932
De Europese Weg 932 of E932 is een weg die uitsluitend door Italië loopt.
De weg die dwars over het Italiaanse eiland Sicilië loopt, begint Buonfornello bij de aansluiting met de E90 en loopt via Enna naar Catania waar hij aansluit op de E45 eindigt.